# Sky-Watcher

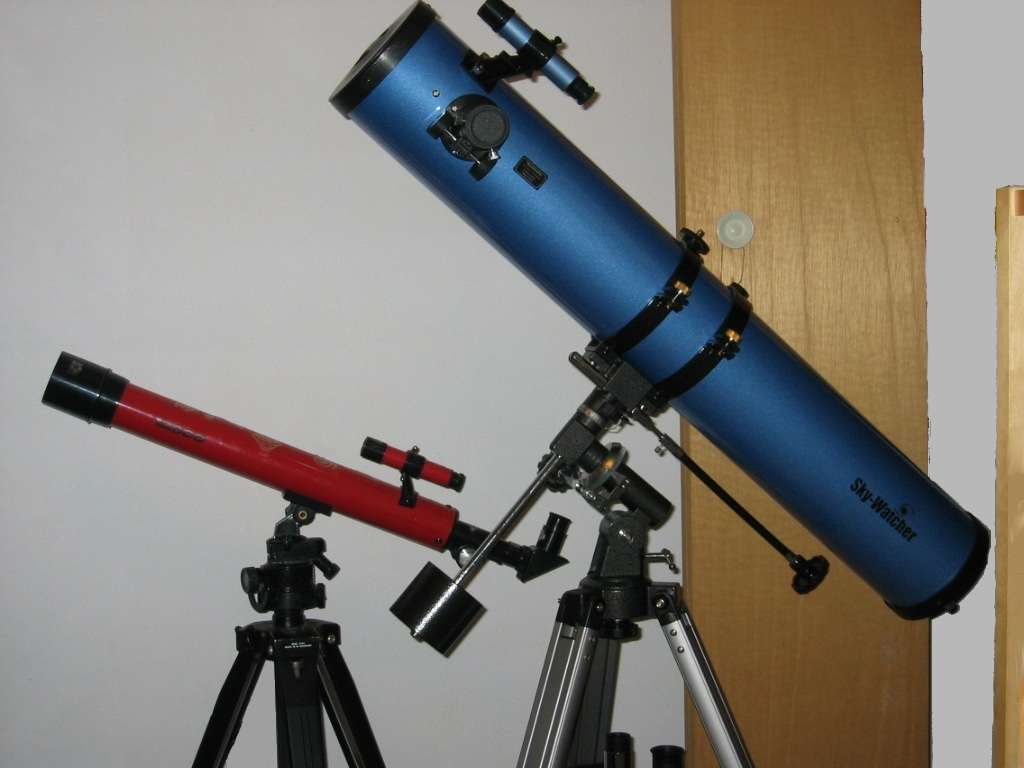
Ett teleskop från Sky-Watcher (blått, övre högra) och ett mindre från Tasco.

Sky-Watcher är en av världens största tillverkare av amatör-teleskop och okular.

## Företagshistorik
Företaget, som från början hette Synta Optics, tillverkade till en början bara okular. Huvudkontoret flyttade år 1992 till Suzhou i Kina.
Deras första teleskop var Newtonska reflektionsteleskop och distribuerades av Celestron och Tasco. 1993 tillverkade de sina första refraktorteleskop. 1999 inrättades märket Sky-Watcher och i framtiden sålde de Synta optics under ett eget märke. Huvudkontoret lades i Richmond, British Columbia, Kanada. 2000 gjordes de första Dobsonteleskopen, 2001 de första Maksutov-Cassegrain och år 2004 de första ED-APO. 2005 köptes företaget Celestron upp av ett dotterbolag till Synta optics. Sedan 2008 har det funnits ett samarbete mellan Synta optics och den tyska tillverkaren av högkvalitativt glas, Schott AG.